# Рючелен
Рючелен (нім. Rütschelen) — громада  в Швейцарії в кантоні Берн, адміністративний округ Верхнє Ааргау.

## Географія
Громада розташована на відстані близько 36 км на північний схід від Берна.
Рючелен має площу 4 км², з яких на 7% дозволяється будівництво (житлове та будівництво доріг), 56,1% використовуються в сільськогосподарських цілях, 36,9% зайнято лісами, 0% не є продуктивними (річки, льодовики або гори).

## Демографія
2019 року в громаді мешкало 566 осіб (-2,1% порівняно з 2010 роком), іноземців було 4,1%. Густота населення становила 142 осіб/км².
За віковим діапазоном населення розподілялося таким чином: 24,9% — особи молодші 20 років, 57,1% — особи у віці 20—64 років, 18% — особи у віці 65 років та старші. Було 227 помешкань (у середньому 2,4 особи в помешканні).
Із загальної кількості 80 працюючих 36 було зайнятих в первинному секторі, 7 — в обробній промисловості, 37 — в галузі послуг.